# Martinet de la Xina
|  | No s'ha de confondre amb martinet menut xinès. |

El martinet de la Xina (Egretta eulophotes) és un ocell camallarg de la família dels ardèids (Ardeidae) que habita llacunes, costes i camps inundats de les terres baixes del sud-est de la Xina, Hainan i nord de Corea.